# Quercus longinux
Quercus longinux és una espècie de roure que pertany a la família de les fagàcies i està dins del subgènere Cyclobalanopsis, del gènere Quercus.

## Descripció
Quercus longinux és un arbre de 15 m d'alçada, tronc de 0,6 m de DAH. Les branques són glabres, lenticel·lades, lenticel·les oblongues.
El pecíol d'1 a 2 cm és glabre. El limbe de la fulla és ovat-lanceolat a estretament oblong-el·líptic, de 6-8 × 2-2,5 cm, abaxialment farinosa o amb pèls simples adnats, adaxialment de color verd brillant, base cuneada, marge apical 1/2 serrat, l'àpex és acuminat a caudat; nervis secundaris 7-9 a cada costat del nervi central. Les cúpules amb forma de bol, 8-9 mm × 1-1,2 cm, que tanca aproximadament 1/2 de les glans, a l'exterior són tomentoses de color marró grisenc, amb una paret fina. Les bràctees en 6-8 anells i marge dentant. Les glans són ovoides a ovoides-el·lipsoides, d'1,2 × 0,9 cm aproximadament; més estretes que la de la majoria d'altres espècies del subgènere. Les cicatrius de les glans són convexes i els estils són persistent, curts. Les flors floreixen entre març i maig i fructifiquen entre setembre i novembre.

## Distribució
Creixen en els boscos de fulla perenne de fulla ampla a les muntanyes; entre els 300 fins als 2500 m a Taiwan.

## Taxonomia
Quercus longinux va ser descrita per Hayata i publicat a Journal of the College of Science, Imperial University of Tokyo 30(1): 292–293. 1911.
Etimologia
Quercus: nom genèric del llatí que designava igualment al roure i a l'alzina.
longinux: epítet